# Țengheler, Harghita
Țengheler (în maghiară Cengellér) este un sat în comuna Ditrău din județul Harghita, Transilvania, România. Se află în partea de nord a județului, în Munții Giurgeu. La ultimul recensământ a înregistrat 0 locuitori. Denumirea localității provine de la numele sfântului Gerard (în maghiară Gellért).